# Mauro Rosales
Mauro Damián Rosales (Villa María, Córdoba, 24 de febrero de 1981) es un exfutbolista argentino que jugaba de delantero. Fue internacional con la Selección de fútbol de Argentina.
Su primer equipo fue Newell's Old Boys al cual llegó luego de salir de las inferiores de Alumni de Villa María. Fue jugador del Ajax de Ámsterdam de la Eredivisie de Países Bajos desde 2004 hasta 2007, de River Plate de Argentina desde 2007 hasta 2010. En 2011 desembarcó en la Major League Soccer, donde jugaría casi una década pasando por diferentes clubes como Seattle Sounders, Chivas USA, Vancouver Whitecaps y Dallas.
A comienzos de 2019, se oficializa su regreso al fútbol argentino, más precisamente a Alumni de Villa María, el club que lo vio nacer.

## Trayectoria
Mauro Rosales inició su carrera en Newell's Old Boys en la primera división de Argentina en el año 2004 con la primera del equipo, pero en la temporada 1999/2000 con la reserva de dicho equipo..

## Selección nacional
Ha sido internacional con la Selección Argentina en 7 ocasiones y ha convertido 1 gol. En 2004 ganó la medalla dorada en los Juegos Olímpicos de Atenas. Además, fue campeón con la selección argentina, en el año 2001, en el Mundial Sub-20 disputado en su país.

### Participaciones en torneos internacionales
| Mundial                     | Sede      | Resultado      | Partidos | Part. titular | Goles |
| --------------------------- | --------- | -------------- | -------- | ------------- | ----- |
| Sudamericano Sub-20 de 2001 | Ecuador   | Subcampeón     | 7        | 2             | 1     |
| Copa Mundial Sub-20 de 2001 | Argentina | Campeón        | 5        | 1             | 0     |
| Preolímpico Sub-23 de 2004  | Chile     | Campeón        | 7        | 1             | 0     |
| Copa América 2004           | Perú      | Subcampeón     | 5        | 1             | 0     |
| Juegos Olímpicos de 2004    | Atenas    | Medalla de Oro | 6        | 6             | 1     |

### Goles
| Argentina Absoluta |                         |                                              |                            |                   |                 |                                 |
| #                  | Fecha                   | Lugar                                        | Rival                      | Resultado parcial | Resultado final | Competición                     |
| 1.                 | 4 de septiembre de 2004 | Estadio Monumental de Lima, Lima, Perú       | Perú                       | 1–0               | 3–1             | Clasificación Copa Mundial 2006 |
| Argentina Olímpica |                         |                                              |                            |                   |                 |                                 |
| #                  | Fecha                   | Lugar                                        | Rival                      | Resultado parcial | Resultado final | Competición                     |
| 1.                 | 11 de agosto de 2004    | Estadio Pampeloponnisiako, Patras, Grecia    | Serbia y Montenegro Sub-23 | 6–0               | 6–0             | Juegos Olímpicos de Atenas 2004 |
| Argentina Sub-20   |                         |                                              |                            |                   |                 |                                 |
| #                  | Fecha                   | Lugar                                        | Rival                      | Resultado parcial | Resultado final | Competición                     |
| 1.                 | 26 de enero de 2001     | Estadio Modelo Guayaquil, Guayaquil, Ecuador | Chile Sub-20               | 1–2               | 2–2             | Sudamericano Sub-20 de 2001     |

## Estadísticas

### En clubes
Actualizado al último partido jugado el 12 de mayo de 2018.

| Club | Div.                | Temporada           | Liga  | Liga  | Liga   | Copas nacionales(1) | Copas nacionales(1) | Copas nacionales(1) | Torneos Internacionales(2) | Torneos Internacionales(2) | Torneos Internacionales(2) | Otras competiciones(3) | Otras competiciones(3) | Otras competiciones(3) | Total | Total | Total  | Media goleadora(4) |
| Club | Div.                | Temporada           | Part. | Goles | Asist. | Part.               | Goles               | Asist.              | Part.                      | Goles                      | Asist.                     | Part.                  | Goles                  | Asist.                 | Part. | Goles | Asist. | Media goleadora(4) |
| --- | ------------------- | ------------------- | ----- | ----- | ------ | ------------------- | ------------------- | ------------------- | -------------------------- | -------------------------- | -------------------------- | ---------------------- | ---------------------- | ---------------------- | ----- | ----- | ------ | ------------------ |
| Newell's Old Boys Argentina |                     |                     |       |       |        |                     |                     |                     |                            |                            |                            |                        |                        |                        |       |       |        |                    |
| 1.ª | 2000                | 4                   | 0     | 0     | —      | —                   | —                   | —                   | —                          | —                          | —                          | —                      | —                      | 4                      | 0     | 0     | 0,00   |                    |
| 1.ª | 2000-01             | 21                  | 2     | 5     | —      | —                   | —                   | —                   | —                          | —                          | —                          | —                      | —                      | 21                     | 2     | 5     | 0,10   |                    |
| 1.ª | 2001-02             | 28                  | 3     | 3     | —      | —                   | —                   | —                   | —                          | —                          | —                          | —                      | —                      | 28                     | 3     | 3     | 0,11   |                    |
| 1.ª | 2002-03             | 30                  | 11    | 2     | —      | —                   | —                   | —                   | —                          | —                          | —                          | —                      | —                      | 30                     | 11    | 2     | 0,37   |                    |
| 1.ª | 2003-04             | 36                  | 14    | 13    | —      | —                   | —                   | —                   | —                          | —                          | —                          | —                      | —                      | 36                     | 14    | 13    | 0,39   |                    |
| Total club | Total club          | 119                 | 30    | 23    | 0      | 0                   | 0                   | 0                   | 0                          | 0                          | 0                          | 0                      | 0                      | 119                    | 30    | 23    | 0,25   |                    |
| Ajax de Ámsterdam · Países Bajos |                     |                     |       |       |        |                     |                     |                     |                            |                            |                            |                        |                        |                        |       |       |        |                    |
| 1.ª | 2004-05             | 22                  | 5     | 3     | 2      | 1                   | 0                   | 6                   | 0                          | 0                          | —                          | —                      | —                      | 30                     | 6     | 3     | 0,20   |                    |
| 1.ª | 2005-06             | 29                  | 0     | 6     | 4      | 1                   | 0                   | 4                   | 1                          | 1                          | 2                          | 2                      | 2                      | 39                     | 4     | 9     | 0,10   |                    |
| 1.ª | 2006-07             | 12                  | 1     | 3     | 4      | 1                   | 0                   | 6                   | 0                          | 0                          | —                          | —                      | —                      | 22                     | 2     | 3     | 0,09   |                    |
| Total club | Total club          | 63                  | 6     | 12    | 10     | 3                   | 0                   | 16                  | 1                          | 1                          | 2                          | 2                      | 2                      | 91                     | 12    | 15    | 0,13   |                    |
| River Plate Argentina |                     |                     |       |       |        |                     |                     |                     |                            |                            |                            |                        |                        |                        |       |       |        |                    |
| 1.ª | 2007                | 6                   | 1     | 1     | —      | —                   | —                   | 2                   | 0                          | 1                          | —                          | —                      | —                      | 8                      | 1     | 2     | 0,17   |                    |
| 1.ª | 2007-08             | 22                  | 1     | 2     | —      | —                   | —                   | 8                   | 1                          | 0                          | —                          | —                      | —                      | 30                     | 2     | 2     | 0,07   |                    |
| 1.ª | 2008-09             | 27                  | 0     | 8     | —      | —                   | —                   | 8                   | 0                          | 1                          | —                          | —                      | —                      | 35                     | 0     | 9     | 0,00   |                    |
| 1.ª | 2009-10             | 9                   | 2     | 0     | —      | —                   | —                   | —                   | —                          | —                          | —                          | —                      | —                      | 9                      | 2     | 0     | 0,22   |                    |
| Total club | Total club          | 64                  | 4     | 11    | 0      | 0                   | 0                   | 18                  | 1                          | 2                          | 0                          | 0                      | 0                      | 82                     | 5     | 13    | 0,07   |                    |
| Seattle Sounders Estados Unidos |                     |                     |       |       |        |                     |                     |                     |                            |                            |                            |                        |                        |                        |       |       |        |                    |
| 1.ª | 2011                | 26                  | 5     | 13    | 1      | 0                   | 0                   | 3                   | 0                          | 0                          | —                          | —                      | —                      | 30                     | 5     | 13    | 0,17   |                    |
| 1.ª | 2012                | 27                  | 3     | 13    | 1      | 0                   | 1                   | 2                   | 0                          | 1                          | 2                          | 0                      | 0                      | 32                     | 3     | 15    | 0,09   |                    |
| 1.ª | 2013                | 33                  | 4     | 8     | —      | —                   | —                   | 4                   | 0                          | 0                          | 2                          | 0                      | 0                      | 39                     | 4     | 8     | 0,10   |                    |
| Total club | Total club          | 86                  | 12    | 34    | 2      | 0                   | 1                   | 9                   | 0                          | 1                          | 4                          | 0                      | 0                      | 101                    | 12    | 36    | 0,12   |                    |
| Chivas USA Estados Unidos | 1.ª                 | 2014                | 21    | 0     | 8      | —                   | —                   | —                   | —                          | —                          | —                          | —                      | —                      | —                      | 21    | 0     | 8      | 0,00               |
| Vancouver Whitecaps · Canadá | 1.ª                 | 2014                | 11    | 0     | 3      | —                   | —                   | —                   | —                          | —                          | —                          | 1                      | 0                      | 0                      | 12    | 0     | 3      | 0,00               |
| Vancouver Whitecaps · Canadá | 1.ª                 | 2015                | 24    | 1     | 3      | 1                   | 0                   | 0                   | —                          | —                          | —                          | 2                      | 0                      | 0                      | 27    | 1     | 3      | 0,04               |
| FC Dallas Estados Unidos | 1.ª                 | 2016                | 23    | 2     | 3      | 1                   | 0                   | 0                   | 3                          | 0                          | 2                          | 2                      | 0                      | 1                      | 29    | 2     | 6      | 0,07               |
| Vancouver Whitecaps · Canadá | 1.ª                 | 2017                | 5     | 0     | 0      | 2                   | 0                   | 0                   | —                          | —                          | —                          | —                      | —                      | —                      | 7     | 0     | 0      | 0,00               |
| Vancouver Whitecaps · Canadá | Total club          | Total club          | 40    | 1     | 6      | 3                   | 0                   | 0                   | 0                          | 0                          | 0                          | 3                      | 0                      | 0                      | 46    | 1     | 6      | 0,02               |
| Alumni de Villa María Argentina | 4.ª                 | 2019                | 2     | 1     | 0      | —                   | —                   | —                   | —                          | —                          | —                          | —                      | —                      | —                      | 2     | 1     | 0      | 0,50               |
| Total en su carrera | Total en su carrera | Total en su carrera | 418   | 56    | 97     | 16                  | 3                   | 1                   | 46                         | 2                          | 6                          | 11                     | 2                      | 3                      | 491   | 63    | 107    | 0,13               |
| (1) Incluye datos de Copa de los Países Bajos / Supercopa de los Países Bajos (2004-07); Lamar Hunt U.S. Open Cup (2011-16); Copa MLS (2012-16) y Campeonato Canadiense de Fútbol (2015-17). (2) Incluye datos de Copa de la UEFA (2004-07); Liga de Campeones de la UEFA (2004-07); Copa Sudamericana (2007-08); Copa Libertadores de América (2008-09) y Liga de Campeones de la Concacaf (2011-17). |                     |                     |       |       |        |                     |                     |                     |                            |                            |                            |                        |                        |                        |       |       |        |                    |

### En selección nacional
| Selección                                           | Temporada     | Amistosos | Amistosos | Amistosos | Sudamérica | Sudamérica | Sudamérica | Mundial | Mundial | Mundial | Total | Total | Total  | Media goleadora |
| Selección                                           | Temporada     | Part.     | Goles     | Asist.    | Part.      | Goles      | Asist.     | Part.   | Goles   | Asist.  | Part. | Goles | Asist. | Media goleadora |
| --------------------------------------------------- | ------------- | --------- | --------- | --------- | ---------- | ---------- | ---------- | ------- | ------- | ------- | ----- | ----- | ------ | --------------- |
| Sub-20 Argentina                                    | 2001          | —         | —         | —         | 7          | 1          | ?          | 5       | 0       | 3       | 12    | 1     | +3     | 0,08            |
| Sub-23 y Olímpica Argentina                         | 2004          | —         | —         | —         | 6          | 0          | 1          | 6       | 1       | 3       | 12    | 1     | 4      | 0,08            |
| Absoluta Argentina                                  | 2004          | 2         | 0         | 0         | 8          | 1          | 4          | —       | —       | —       | 10    | 1     | 4      | 0,10            |
| Total carrera                                       | Total carrera | 2         | 0         | 0         | 21         | 2          | 5          | 11      | 1       | 6       | 34    | 3     | +11    | 0,09            |
| (1) Incluye los partidos de la Copa América (2004). |               |           |           |           |            |            |            |         |         |         |       |       |        |                 |

### Resumen estadístico
| Competición           | Partidos | Goles | Promedio |
| --------------------- | -------- | ----- | -------- |
| Primera División      | 414      | 55    | 0,13     |
| Copas nacionales      | 25       | 3     | 0,12     |
| Copas internacionales | 44       | 4     | 0,09     |
| Selección sub-20      | 12       | 1     | 0,08     |
| Selección sub-23      | 13       | 1     | 0,08     |
| Selección adulta      | 10       | 1     | 0,10     |
| Total                 | 518      | 65    | 0,13     |

## Palmarés

### Campeonatos nacionales
| Título                   | Club              | Sede         | Año     |
| ------------------------ | ----------------- | ------------ | ------- |
| Supercopa de Holanda     | Ajax de Ámsterdam | Ámsterdam    | 2005    |
| Copa de Holanda          | Ajax de Ámsterdam | Róterdam     | 2005/06 |
| Supercopa de Holanda     | Ajax de Ámsterdam | Ámsterdam    | 2006    |
| Primera División         | River Plate       | Buenos Aires | C-2008  |
| Lamar Hunt U.S. Open Cup | FC Dallas         | Texas        | 2016    |
| MLS Supporters' Shield   | FC Dallas         | Texas        | 2016    |

### Torneos internacionales
| Título               | Club             | Sede         | Año  |
| -------------------- | ---------------- | ------------ | ---- |
| Copa Mundial Juvenil | Argentina Sub-20 | Buenos Aires | 2001 |
| Preolímpico Sub-23   | Argentina Sub-23 | Viña del Mar | 2004 |
| Juegos Olímpicos     | Argentina Sub-23 | Atenas       | 2004 |

### Distinciones individuales
| Distinción                                     | Año  |
| ---------------------------------------------- | ---- |
| Contratación del año de la Major League Soccer | 2011 |